# Emilie Riha
Emilie Riha (* 5. Mai 1921 in Prag; † 27. Oktober 2005) war eine Archäologin, die als Mitarbeiterin des Römermuseums Augst wesentliche Studien und Materialkataloge zu römischen Metallfunden veröffentlichte. Riha stammte aus der Tschechoslowakei und lebte ab 1968 in der Schweiz. 

## Leben und Werk
Emilie Riha studierte an der Universität Prag Kunstgeschichte und Klassische Archäologie und arbeitete anschließend am Tschechischen Nationalmuseum in Prag sowie als wissenschaftliche Reiseleiterin. Infolge der Unruhen des Prager Frühlings wanderte sie aus der Tschechoslowakei aus und fand noch 1968 eine Stelle am Römermuseum Augst als wissenschaftliche Assistentin. Diese Stelle konnte eigens für sie eingerichtet werden, weil in der Schweiz eine starke Solidarisierung mit den Flüchtlingen aus dem Osten herrschte. Riha war in ihren 13½ Jahren im Römermuseum zuständig für die Inventarisierung der zahlreichen Neufunde aus den laufenden Grabungen in der Römerstadt Augusta Raurica (während ihrer Tätigkeit insgesamt 300.000 Objekte), für die Betreuung der bestehenden Funddepots und die Verwaltung der Museumsbibliothek. Gemeinsam mit ihrem langjährigen Vorgesetzten Max Martin (Museumsleiter 1972–1983) sorgte sie für eine grundlegende Umstrukturierung und Erschließung des Depots sowie für eine Verbesserung der Lagerungsbedingungen für die einzelnen Fundgattungen. Neben diesen laufenden Tätigkeiten befasste sie sich speziell mit den Bronzefunden des Museums und hier schwerpunktmäßig mit den Fibeln. Dies führte zu der Publikation zweier Monographien, die sich mit den Fibel- (1979) und den Löffelfunden aus Metall und Knochen (1982) von Augusta Raurica befassten. Besonders für ihre Untersuchungen zu den Metalllöffeln arbeitete sie mit dem Geochemiker und Archäometriker Willem B. Stern zusammen.
1981 bat Riha einige Jahre vor Erreichen der Altersgrenze um ihre Pensionierung und trat im Folgejahr ihre Stelle an Alex R. Furger ab. Die folgenden 23 Jahre ihres Ruhestandes war sie weiterhin wissenschaftlich tätig und befasste sich kontinuierlich mit der Aufarbeitung und Publikation der Metallfunde von Augusta Raurica. 1986 veröffentlichte sie ihre Aufarbeitung und Analyse sämtlicher Hygiene- und Medizingeräte aus Augusta Raurica, 1990 die dort gefundenen römischen Schmuckobjekte und 1994 die seit 1975 neu hinzugekommenen Fibelfunde des Römermuseums. Ihre letzte fertiggestellte Monographie von 2001 widmet sich dem bis dahin in der Forschung wenig beachteten Thema der antiken Möbel. Dafür untersuchte Riha alle aus Augusta Raurica vorliegenden metallenen Beschläge antiker Kästchen, Truhen und Tische, da deren hölzerne Körper sich nicht erhalten haben. Anschließend begann sie mit der Aufarbeitung der römischen Siegelkapseln Augusta Rauricas, die sie durch ihren Tod im Jahr 2005 jedoch nicht ganz fertigstellen konnte. Die Publikation wurde von Alex Furger und Maya Wartmann vervollständigt und erschien 2009.
Emilie Riha war mit Zdeněk Riha verheiratet und lebte nach ihrer Pensionierung im Kanton Tessin. Alle ihre Monographien wurden seit dem Erscheinen zu Standardwerken der Provinzialrömischen Archäologie und sind grundlegende Hilfsmittel bei der Untersuchung der entsprechenden Fundgruppen auch in den anderen Teilen des Römischen Reiches.

## Schriften
- Die römischen Fibeln aus Augst und Kaiseraugst. Mit einem Beitrag von Rudolf Fichter und Chrysta Hochhaus (= Forschungen in Augst. Band 3). Amt für Museen und Archäologie des Kantons Basel-Landschaft, Augst 1979 (Digitalisat).
- Der gallorömische Tempel auf der Flühweghalde bei Augst. Mit einem Beitrag von Stefanie Martin-Kilcher (= Augster Museumshefte. Heft 3). Römermuseum Augst, Augst 1980 (Digitalisat).
- mit Willem B. Stern: Die römischen Löffel aus Augst und Kaiseraugst. Archäologische und metallanalytische Untersuchungen. Mit Beiträgen von Max Martin und Philippe Morel (= Forschungen in Augst. Band 5). Amt für Museen und Archäologie des Kantons Basel-Landschaft, Augst 1982, ISBN 3-7151-0005-2 (Digitalisat).
- Römisches Toilettgerät und medizinische Instrumente aus Augst und Kaiseraugst. Mit naturwissenschaftlichen Beiträgen von Marcel Joos, Jörg Schibler und Willem B. Stern (= Forschungen in Augst. Band 6). Römermuseum Augst, Augst 1986, ISBN 3-7151-0006-0 (Digitalisat).
- Der römische Schmuck aus Augst und Kaiseraugst. Mit naturwissenschaftlichen Beiträgen von Willem B. Stern und Curt W. Beck sowie einem Exkurs von Alex R. Furger (= Forschungen in Augst. Band 10). Römermuseum Augst, Augst 1990, ISBN 3-7151-0010-9 (Digitalisat).
- Die römischen Fibeln aus Augst und Kaiseraugst. Die Neufunde seit 1975 (= Forschungen in Augst. Band 18). Römermuseum Augst, Augst 1994, ISBN 3-7151-0018-4 (Digitalisat).
- Kästchen, Truhen, Tische – Möbelteile aus Augusta Raurica (= Forschungen in Augst. Band 31). Römermuseum Augst, Augst 2001, ISBN 3-7151-0031-1 (Digitalisat).
- mit Alex Furger und Maya Wartmann: Die römischen Siegelkapseln aus Augusta Raurica. Mit Beiträgen von Katja Hunger, Erwin Hildbrand und Vera Hubert sowie Jorge E. Spangenberg (= Forschungen in Augst. Band 44). Römermuseum Augst, Augst 2009, ISBN 978-3-7151-0044-9 (Digitalisat).